# 十常侍

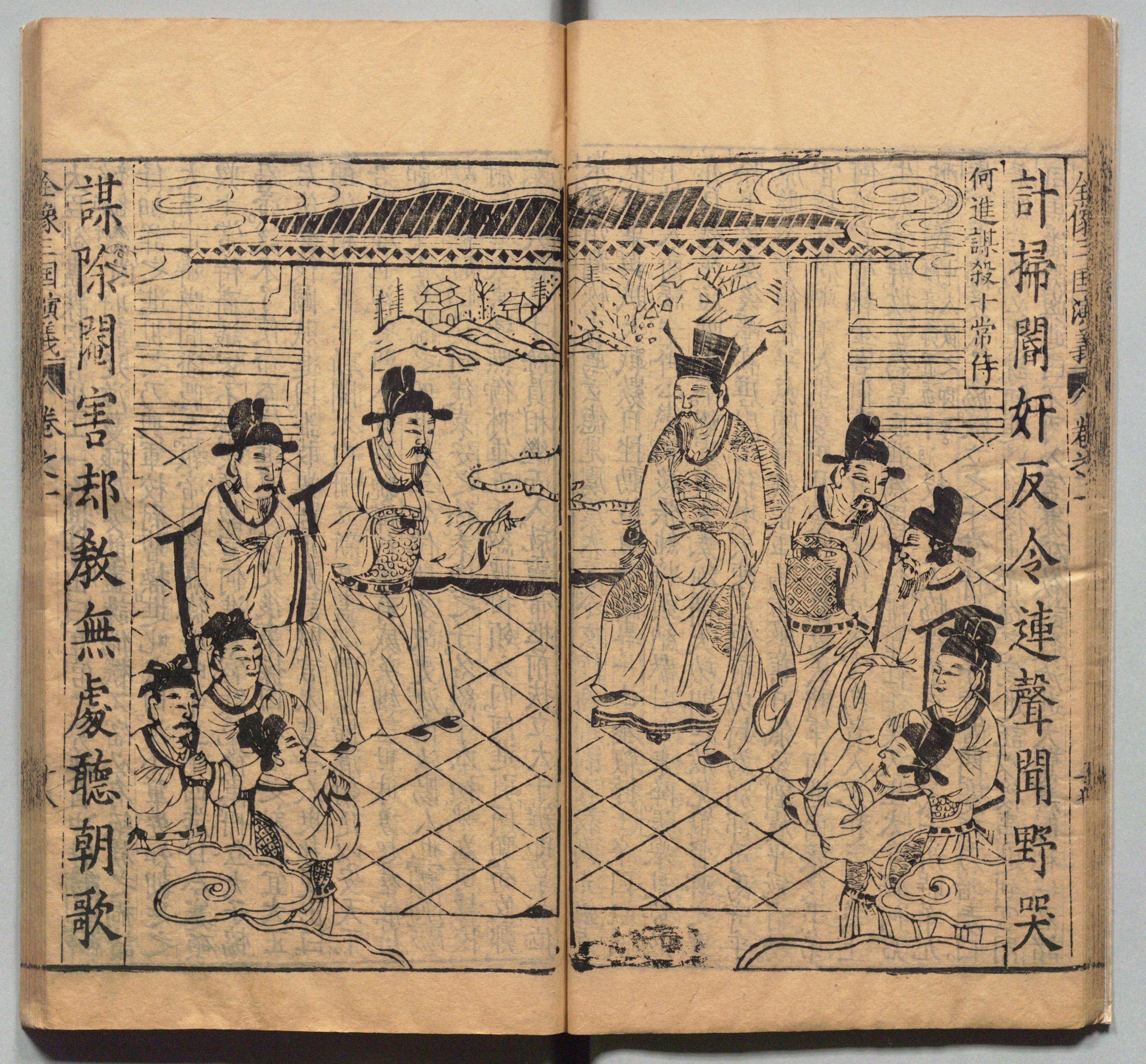
周曰校插图版《三国志通俗演义》中的何进设计谋杀十常侍

十常侍泛指中國古代东汉靈帝时期（168年－189年在位）操弄政权的张让、赵忠、夏恽、郭胜、孫璋、毕岚、栗嵩、段、高望、张恭、韩悝、宋典等十二位宦官，他们因任职中常侍（黃門常侍）被後代史書稱十常侍，此處的“十”是因為漢靈帝時的常侍定員為十人，但前後成為常侍的不只十人。其中以張讓、趙忠最為受寵於靈帝，靈帝亦説：「張常侍是我公，趙常侍是我母。」

## 史書敘述
《后汉书》记载十常侍之事多不得好評“其封侯贵宠，父兄子弟布列州郡，所在贪殘，为人蠹害。”在黃巾之亂时立有大功的皇甫嵩、傅燮卻因得罪十常侍，而見谗於朝廷。郎中张钧與清宦呂強因向灵帝请求诛除十常侍，结果被诬陷而死于狱中。
189年靈帝駕崩後，十常侍與當時的朝廷外戚大將軍何進矛盾激化，於9月誅殺何進而招致袁紹、袁術等人率軍誅滅宦官，十常侍在段珪和首領張讓的自盡下畫上句點，並標誌著中國第一次宦官時代的結束。

## 戲曲文學
明代小说《三国演义》則以张让、赵忠、封谞、段、曹节、侯览、蹇硕、程旷、夏恽、郭胜十名宦官列为“十常侍”。
然而曹節活躍於桓帝後期至靈帝前期，侯覽活躍在桓帝時期內，靈帝寵宦蹇碩從未當過中常侍一職。詳查東漢史籍可知搬弄朝政的惡宦並不止於十人，《三国演义》所列舉應是將漢桓帝與漢靈帝時期在內專擅朝政的十位宦官做為標誌代表人物。